# Chennimalai
Chennimalai é uma panchayat (vila) no distrito de Erode, no estado indiano de Tamil Nadu.

## Geografia
Chennimalai está localizada a 11° 10′ N, 77° 37′ L. Tem uma altitude média de 330 metros (1082 pés).

## Demografia
Segundo o censo de 2001,  Chennimalai  tinha uma população de 15,526 habitantes. Os indivíduos do sexo masculino constituem 51% da população e os do sexo feminino 49%. Chennimalai tem uma taxa de literacia de 75%, superior à média nacional de 59.5%; with male literacy of 83% and female literacy of 67%. 8% da população está abaixo dos 6 anos de idade.